# Pomatostòmids
Els pomatostòmids (Pomatostomidae) són una família d'ocells de l'ordre dels passeriformes, habitants dels matolls i boscos àrids d'Austràlia i Nova Guinea.
Duran molt de temps aquests ocells es van classificar de manera temptativa als timàlids (Timaliidae), per l'aparença similar i els hàbits. Les investigacions més recents, però, indiquen que ocupen un lloc molt basal per a pertànyer a l'infraordre Passerida i menys encara per ser situats a la superfamília Sylvioidea, on s'han situat els timàlids. Tot això ha ocasionat la creació de llur pròpia família, que es considera propera als ortoníquids (Orthonychidae).

## Morfologia
- Són de mitjana grandària, fent 17 – 27 cm de llargària, amb un pes de 30 – 85 gr.
- Bec corbat.
- Les ales són curtes i arrodonides, i la cua llarga i, sovint oberta con si fos un ventall.
- Peus i potes fortes i adaptades a una existència terrestre. No hi ha dimorfisme sexual en el plomatge, que pot contenir els colors cafè, vermellós o gris, sovint amb nítides taques blanques a cara i gola.

Els joves són similars als adults.

## Alimentació
D'alimentació omnívora, fan la recerca d'aliment en grups familiars o en petites bandades de fins a 20 individus. S'alimenten principalment d'insectes i altres invertebrats, però també de llavors, fruits i petits vertebrats. Obtenen l'aliment a terra i també a arbustos baixos.

## Reproducció
D'hàbits monògams, defensen el seu territori. Tenen una temporada de reproducció ampla. Mascles del grup poden ajudar al mascle reproductor en les seves obligacions, mentre que femelles ajuden a la femella reproductora. Construeixen grans nius comunals com a dormidors, que poden ser utilitzats per a la reproducció, o bé fabricar uns altres. Hi pot haver un gran nombre de nius utilitzats pel grup en una àrea petita. Quan la femella està criant només ella utilitza el niu de cria.
Ponen 1 – 5 ous (depenent de l'espècie) que són covats per la femella reproductora, amb ocasional ajuda del mascle. Els mascles reproductors i els mascles ajudants alimenten la femella reproductora durant la incubació, que dura 19 - 25 dies.
La femella cova els pollets fins que són capaços de realitzar la termoregulació, i els pollets no estan coberts de ploma fins als 16-23 dies. Després de deixar el niu els pollastres seran alimentats encara pels adults alguns mesos.

## Taxonomia
La classificació del Congrés Ornitològic Internacional (versió 2.4, 2010) inclou dos gèneres amb 5 espècies dins aquesta família:
- Gènere Garritornis, amb una espècie: cridaner de Nova Guinea (Garritornis isidorei).
- Gènere Pomatostomus, amb 4 espècies.

En la classificació de Clements 6a edició (2009), no s'inclou el gènere Garritornis, i totes cinc espècies són ubicades al gènere Pomatostomus.